# Lālgola
Lālgola är en ort i Indien.   Den ligger i distriktet Murshidabad och delstaten Västbengalen, i den östra delen av landet, 1 200 km öster om huvudstaden New Delhi. Lālgola ligger 27 meter över havet och antalet invånare är 28 442.
Terrängen runt Lālgola är mycket platt. Runt Lālgola är det tätbefolkat, med 849 invånare per kvadratkilometer. Närmaste större samhälle är Jangipur, 18,5 km väster om Lālgola. Trakten runt Lālgola består till största delen av jordbruksmark.